# Ignacy Potocki
Roman Ignacy Potocki (né le 28 février 1750, mort le 30 août 1809) est un magnat polonais, maréchal du Conseil permanent (1778–1782), grand maître du Grand Orient de Pologne (1781-1789), grand maréchal de Lituanie (1790–1793).

## Sources
- Notices d'autorité :   - VIAF
  - ISNI
  - BnF (données)
  - IdRef
  - LCCN
  - GND
  - CiNii
  - Pologne
  - Israël
  - NUKAT
  - Vatican
  - WorldCat

- (en) Cet article est partiellement ou en totalité issu de l’article de Wikipédia en anglais intitulé « Ignacy Potocki » (voir la liste des auteurs).

- (pl) Cet article est partiellement ou en totalité issu de l’article de Wikipédia en polonais intitulé « Ignacy Potocki » (voir la liste des auteurs).